# Nocturno en mi menor, op. 72 (Chopin)

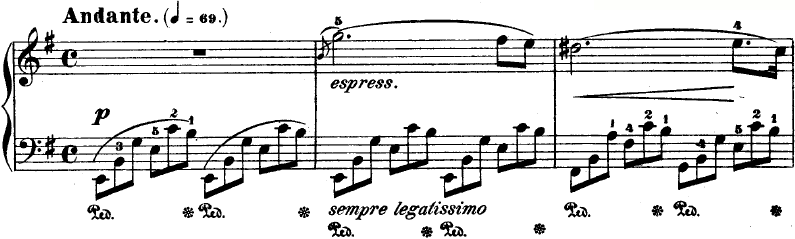
Primeros compases del Nocturno No. 19 en mi menor.

El Nocturno en mi menor, op. posth. 72, n.º 1 es una pieza para piano solo compuesta por Frédéric Chopin en 1827. Fue el primer nocturno compuesto por Chopin, aunque fue el decimonoveno en ser publicado, en 1855, junto con otras dos obras tempranas: una marcha fúnebre en do menor y tres écossaises. La composición presenta una línea ininterrumpida de tresillos de corchea en la mano izquierda contra una melodía lenta de notas blancas, negras, dosillos de corchea y tresillos. Consta de 57 compases de tiempo común con el tempo dado como Andante a  = 69 bpm.

## Contexto histórico
Según Casimir Wierzyknski, en su libro Vida y muerte de Chopin, "hasta entonces esta forma [el nocturno] había sido dominio exclusivo de John Field, un compositor nacido en Irlanda. Pero su Nocturno en mi menor no lo satisfizo [a Chopin] y solo se publicó póstumamente".
El nocturno tiene el op. 72, pues fue publicado después de la muerte de Chopin, pero fue creado en 1827, cuando el compositor tenía 17 años y aún vivía en Varsovia.

## Forma

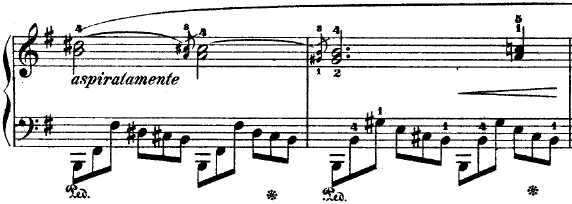
Un tema secundario, en si mayor.

Un análisis informal de la pieza es el siguiente:
- Compás 1: Introducción, primer tema.
- Compás 2–9: Tema A, en mi menor .
- Compás 10–17: Variación sobre el tema A, comenzando con octavas en la mano derecha.
- Compás 18–22: Interludio
- Compás 23–30: Tema B, en si mayor, que consta de una frase de cuatro compases, repetida con variación, segundo sujeto.
- Compás 31–38: Variación muy ornamentada de A, en mi menor, primer sujeto nuevamente.
- Compás 39–46: Variación sobre el tema A, comenzando con octavas en la mano derecha.
- Compás 47–54: Tema B, modulado a mi mayor, segundo tema nuevamente.

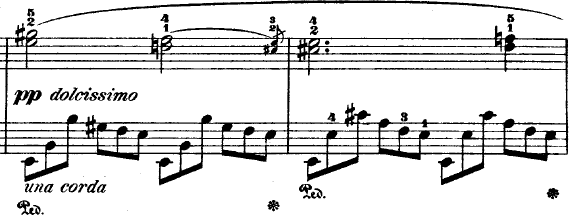
Segunda exposición del segundo tema, en mi mayor.

- Compás 55–57: Coda en mi mayor.

## Uso en la cultura popular
Esta pieza fue interpretada por la actriz Jeri Ryan mientras interpretaba a Seven of Nine al comienzo del episodio Human Error de Star Trek Voyager. La pieza también fue interpretada por Doc Holiday en la película Tombstone de 1993 y se utilizó como tema principal en The Secret Garden (1987).